# 川村清一 (菌類分類学者)
川村 清一 （かわむら せいいち、1881年5月11日 - 1946年3月11日）は日本の菌類分類学者。実弟は生物学者の川村多実二と生理学者の福田邦三。義兄は出隆。孫は建築家の川村純一。

## 人物
岡山県津山市出身。旧制津山中学校卒業。日本における菌類分類学研究の草分けで、東京帝国大学理学部植物学科を卒業し、帝室林野局を経て千葉高等園芸学校（現・千葉大学）教授に就任。松戸市辺りに分布する菌類相の調査・研究を行った。代表著作に「原色日本菌類図鑑」がある。「牧野日本植物図鑑」中の菌類各種を執筆したことでも知られる。

## 経歴
- 1881年 岡山県津山市生まれ。
- 1906年 東京帝国大学理学部の植物学科を卒業。

## 栄典
- 1918年（大正7年）2月20日 - 従六位[1]

## 著書
- 日本菌類図説
- 原色日本菌類図鑑（全8巻　死後出版）
- 珍しい動植物

## 論文
- 国立情報学研究所収録論文 国立情報学研究所